# Anodocheilus phyllisae
Anodocheilus phyllisae är en skalbaggsart som beskrevs av Young 1974. Anodocheilus phyllisae ingår i släktet Anodocheilus och familjen dykare. Inga underarter finns listade i Catalogue of Life.